# Gowzgavand
Gowzgavand (persiska: گوزگوند, گُوزگَوَند) är en ort i Iran.   Den ligger i provinsen Västazarbaijan, i den nordvästra delen av landet, 600 km väster om huvudstaden Teheran. Gowzgavand ligger 1 441 meter över havet och antalet invånare är 122.
Terrängen runt Gowzgavand är kuperad åt sydväst, men åt nordost är den platt. Runt Gowzgavand är det ganska tätbefolkat, med 185 invånare per kvadratkilometer. Närmaste större samhälle är Urmia, 13,9 km sydost om Gowzgavand. Trakten runt Gowzgavand består i huvudsak av gräsmarker.